# مات هدسون
مات هدسون (بالإنجليزية: Matt Hudson)‏ هو سياسي أمريكي، ولد في 9 يوليو 1966 في الولايات المتحدة. حزبياً، نشط في الحزب الجمهوري. وقد انتخب عضو مجلس نواب فلوريدا.